# Oleh Protàssov
Oleh Valèriovitx Protàssov, també conegut com a Oleg Protàssov, (en ucraïnès: Олег Протасов) (Dnipropetrovsk, 4 de febrer, 1964), fou un futbolista i entrenador de futbol ucraïnès.
S'inicià a l'edat de 8 anys al club de la seva ciutat, el Dniprò Dnipropetrovsk, on romangué fins al 1987. Posteriorment jugà al Dinamo de Kíiv. Fou nomenat futbolista soviètic de l'any el 1987. Marcà 125 gols al campionat soviètic, fet que el situa com el 8è millor golejador de tots els temps del campionat. Després de la caiguda de la Unió Soviètica provà l'aventura a l'estranger, jugant a Grècia (Olympiakos F.C., Veria FC, i Proodeftiki FC), i al Japó (Gamba Osaka). Es retirà el 1999.
Jugà amb l'URSS 68 cops, disputant dues copes del Món els anys 1986 i 1990, a més de l'Eurocopa 1988. Amb 29 gols és el segon màxim golejador de la història de la selecció soviètica per darrere dels 42 d'Oleh Blokhín. També jugà un cop amb la selecció ucraïnesa l'any 1994.
Un cop retirat de la pràctica activa es convertí en entrenador. Amb l'Olympiakos del Pireu guanyà el campionat grec el 2003. El 2005 entrenà l'Steaua de Bucarest i des de desembre del mateix any al seu primer club, el Dniprò Dnipropetrovsk